# Liste des monuments classés du gouvernorat de Monastir
Cette liste des monuments classés du gouvernorat de Monastir est une liste des monuments historiques et archéologiques protégés et classés du gouvernorat de Monastir établie par l'Institut national du patrimoine de Tunisie.

## Liste
| Identifiant monument | Site                   | Monument | Adresse | Date de classement | Décret           | Coordonnées                       | Illustration |                       |
| -------------------- | ---------------------- | --- | ------- | ------------------ | ---------------- | --------------------------------- | --- | --------------------- |
| 52-1                 | Monastir               | Palais dit « Kasr Skanes »                                                                                                |         | 29 juillet 2002    | 29 juillet 2002  | 35° 46′ 43″ nord, 10° 47′ 02″ est | Palais dit « Kasr Skanes »                                                                                                | Télécharger une image |
| 52-2                 | Monastir               | Kasba |         | 13 mars 1912       | 13 mars 1912     | 35° 46′ 34″ nord, 10° 49′ 59″ est | Kasba | Télécharger une image |
| 52-3                 | Monastir               | Immeuble sis boulevard Habib-Bourguiba (maison natale du président Habib Bourguiba)                                       |         | 15 janvier 1960    | 15 janvier 1960  | 35° 46′ 17″ nord, 10° 50′ 21″ est | Immeuble sis boulevard Habib-Bourguiba(maison natale du président Habib Bourguiba)                                        | Télécharger une image |
| 52-4                 | Monastir               | Zaouïa Amor Makhlouf |         | 16 novembre 1928   | 16 novembre 1928 | 35° 46′ 36″ nord, 10° 49′ 55″ est | Zaouïa Amor Makhlouf | Télécharger une image |
| 52-5                 | Monastir               | Remparts |         | 3 mars 1915        | 3 mars 1915      | 35° 46′ 22″ nord, 10° 49′ 50″ est | Remparts | Télécharger une image |
| 52-6                 | Monastir               | Mausolée de l'Imam Mohamed Ibn Ali el Mezari et la zaouïa adjacente (dans le cimetière nord de la ville)                  |         | 16 novembre 1928   | 16 novembre 1928 | 35° 46′ 36″ nord, 10° 49′ 51″ est | Mausolée de l'Imam Mohamed Ibn Ali el Mezari et la zaouïa adjacente (dans le cimetière nord de la ville)                  | Télécharger une image |
| 52-7                 | Monastir               | Mesjed de la Saïda (mère de l'Émir Badis)                                                                                 |         | 16 novembre 1928   | 16 novembre 1928 | 35° 46′ 32″ nord, 10° 50′ 01″ est | Mesjed de la Saïda (mère de l'Émir Badis)                                                                                 | Télécharger une image |
| 52-8                 | Lamta                  | Ribat Lamta |         | 21 janvier 2021    | 21 janvier 2021  | 35° 40′ 34″ nord, 10° 52′ 55″ est | Ribat Lamta | Télécharger une image |
| 52-9                 | Thapsus                | Nécropole punique du site de Tapsus                                                                                       |         | 21 janvier 2021    | 21 janvier 2021  | à géolocaliser                    | Image manquante Téléverser                                                                                                | Télécharger une image |
| 52-10                | Monastir               | Mausolée du meneur Habib Bourguiba                                                                                        |         | 21 janvier 2021    | 21 janvier 2021  | 35° 46′ 40″ nord, 10° 49′ 43″ est | Mausolée du meneur Habib Bourguiba                                                                                        | Télécharger une image |
| 52-11                | Monastir               | Cinq résidences d'été annexes au palais de Skanès et les céramiques murales de l'artiste Abdelaziz Gorgi qui s'y trouvent |         | 22 janvier 2024    | 22 janvier 2024  | 35° 46′ 46″ nord, 10° 47′ 07″ est | Cinq résidences d'été annexes au palais de Skanès et les céramiques murales de l'artiste Abdelaziz Gorgi qui s'y trouvent | Télécharger une image |
| 52-12                | Sidi Ameur             | Mausolée de Sidi Ameur El Mzoughi                                                                                         |         | 22 janvier 2024    | 22 janvier 2024  | à géolocaliser                    | Image manquante Téléverser                                                                                                | Télécharger une image |
| 52-13                | Zéramdine              | Mausolée de Sidi Ismaïl                                                                                                   |         | 22 janvier 2024    | 22 janvier 2024  | à géolocaliser                    | Image manquante Téléverser                                                                                                | Télécharger une image |
| 52-14                | Jemmal                 | Zaouïa d'Om Ezzine El Jemmalia                                                                                            |         | 22 janvier 2024    | 22 janvier 2024  | à géolocaliser                    | Zaouïa d'Om Ezzine El Jemmalia                                                                                            | Télécharger une image |
| 52-15                | Ksibet el-Médiouni     | Mausolée de Sidi Abdallah El Madiouni                                                                                     |         | 22 janvier 2024    | 22 janvier 2024  | à géolocaliser                    | Mausolée de Sidi Abdallah El Madiouni                                                                                     | Télécharger une image |
| 52-16                | Ras Dimass             | Thermes romains, avec une zone de protection de 500 m                                                                     |         | 22 janvier 2024    | 22 janvier 2024  | à géolocaliser                    | Image manquante Téléverser                                                                                                | Télécharger une image |
| 52-17                | Ras Dimass             | Citernes publiques romaines                                                                                               |         | 22 janvier 2024    | 22 janvier 2024  | à géolocaliser                    | Image manquante Téléverser                                                                                                | Télécharger une image |
| 52-18                | Ras Dimass             | Amphithéâtre, avec une zone de protection de 500 m                                                                        |         | 22 janvier 2024    | 22 janvier 2024  | à géolocaliser                    | Image manquante Téléverser                                                                                                | Télécharger une image |
| 52-19                | Ras Dimass             | Ribat, avec une zone de protection de 500 m                                                                               |         | 22 janvier 2024    | 22 janvier 2024  | à géolocaliser                    | Image manquante Téléverser                                                                                                | Télécharger une image |
| 52-20                | Sayada-Lamta-Bou Hajar | Vestiges de la nécropole punique de Bou Hjar Lamta                                                                        |         | 22 janvier 2024    | 22 janvier 2024  | à géolocaliser                    | Image manquante Téléverser                                                                                                | Télécharger une image |